# Vallecillo (Honduras)
Vallecillo – gmina (municipio) w środkowym Hondurasie, w departamencie Francisco Morazán. W 2010 roku zamieszkana była przez około 7 tys. mieszkańców. Siedzibą administracyjną jest miejscowość Vallecillo.

## Położenie
Gmina położona jest w zachodniej części departamentu. Graniczy z gminami:
- Esquías od północy,
- Cedros i Comayagua od południa,
- El Porvenir i Cedros od wschodu,
- Esquías i Comayagua od zachodu.

## Miejscowości
Według Narodowego Instytutu Statystycznego Hondurasu na terenie gminy położone były następujące miejscowości:
- Vallecillo
- Trinidad de Quebradas